# Monte Deakin
El monte Deakin (84 ° 40′S 170 ° 40′E) es una montaña destacada de la Antártida, que se eleva a 2810 m, en el lado este del glaciar Beardmore, justo al norte de la desembocadura del glaciar Osicki. Fue descubierto por la Expedición Antártica Británica del año 1907-1909 y Ernest Shackleton lo nombró en honor a sir Alfred Deakin, Primer Ministro de Australia, quien había apoyado la expedición. Se encuentra a 50 Kilómetros del monte Kaplan